# Mariana Griswold Van Rensselaer
Mariana Griswold Van Rensselaer (Nova York, 21 de febrer de 1851 – 20 de gener de 1934), generalment coneguda com la Sra. Schuyler Van Rensselaer, va ser una autora estatunidenca, especialitzada en arquitectura, i considerada com una de les primeres persones a escriure i dissenyar paisatges a la fi del segle xix.

## Vida
Mariana era filla de George Griswold, qui es va traslladar, al costat de tota la seva família, en 1868, a Dresden, Alemanya, on va romandre durant cinc anys.
En 1873, es va casar amb Schuyler Van Rensselaer i va viure en New Brunswick, Nova Jersey. Van tenir un fill, nascut al febrer de 1875 i va començar a escriure en 1876.
És considerada la primera dona crítica arquitectònica.
Va ser la president de la Public Education Association de Nova York. Va començar a escriure per a la revista Century Magazine en 1882. També va col·laborar en American Art Review.
En 1887, Van Rensselaer va publicar un resum del "Pla general per a la millora de la reserva de Niàgara" de Olmsted i Vaux en Century, i va escriure articles i editorials per a la revista Garden and Forest.
Va iniciar així una etapa d'escriptura enfocada en arquitectura del paisatge, que duraria uns deu anys. En 1893 Van Rensselaer va publicar Art Out-of-Doors, que incloïa una sèrie de set capítols o parts sobre jardineria. Va publicar una nova edició del volum en 1925, que incloïa un capítol addicional sobre els canvis en el camp de l'arquitectura del paisatge, que s'havia tornat més ambiciós i versàtil, així com la popularitat dels automòbils, que començaven a afectar les activitats recreatives i rurals i planificació urbana.
Van Rensselaer va morir als 82 anys a la seva casa a Nova York.

## Obres
Pot considerar-se una mostra de l'obra escrita de Mariana Griswold Van Rensselaer els següents títols:
- “Recent Architecture in America: American Country Dwellings I.” Century 32 (Maig 1886): 3-20.

- “The Niagara Reservation.” Century 34 (Agost 1887): 631-633.

- . Henry Hobson Richardson and His Works. New York: Houghton, Mifflin and Company, 1888. Reprint, New York: Dover

- Art Out-of-Doors: Hints on Good Taste in Gardening. New and Enlarged Edition.New York: Charles Scribner’s Sons, 1925.

## Premis i reconeixements
Va ser triada membre honoraria de l'Institut Americà d'Arquitectes i la Societat Americana d'Arquitectes Paisatgistes.
En 1910, va rebre títol de Doctor en lletres de la Universitat de Colúmbia, La qual cosa pot considerar-se un gran assoliment per a una dona en aquest moment. L'artista Augustus Saint-Gaudens va dissenyar en 1888 i va fondre en 1890, l'obra “La Sra. Schuyler Van Rensselaer (Mariana Griswold)”. Es tracta d'un alt relleu en bronze que retrata a l'escriptora nord-americana, crítica d'art i reformadora Mariana Griswold Van Rensselaer.
Presenta una inscripció al centre superior de l'escultura, “animvs senar opvs” ("l'esperit, no el treball") la qual fa referència a "ideals estètic d'alta ment", que s'associaven a la crítica d'art.
L'obra va ser lliurada en 1917 al Museu Metropolità d'Art.